# Bartošovice
Bartošovice (deutsch Partschendorf) ist eine Gemeinde in Tschechien. Sie liegt acht Kilometer nordöstlich von Nový Jičín und gehört zum Okres Nový Jičín.

## Geographie
Das Straßendorf erstreckt sich im Kuhländchen rechtsseitig der Oder entlang des Bartošovický potok. Im Nordwesten befinden sich mit dem Dolní und Horní Bartošovický rybník zwei große Teiche direkt an der Oder. Nordöstlich liegt der Flughafen Ostrava.
Nachbarorte sind Butovice und Studénka im Norden, Nová Horka im Nordosten, Sedlnice im Osten, Libhošť im Südosten, Zámeček im Süden, Hukovice im Südwesten, Hladké Životice im Westen sowie Kujavy und Pustějov im Nordwesten.

## Geschichte
Die erste urkundliche Erwähnung von Parsdorf stammt aus dem Jahre 1383 und entstand im Zusammenhang mit einem Hufenbesitz der Vogtei Freiberg.
1399 gehörte das Dorf zu den Gütern des Wok (IV.) von Krawarn auf Titschein und Fulnek, der seiner Frau Eliška von Sternberg eine Morgengabe von 43 Mark Groschen jährlich auf Bartošovice und Žilina verschrieb. Seit 1411 ist das Dorf unter den Gütern der Burg Stralenberg nachweislich; als Latzek (I.) von Krawarn auf Helfenstein in jenem Jahr seine Stralenberger Untertanen von Heimfall befreite, ist Bartoschowicz unter den zur Burg gehörigen 16 Dörfern aufgeführt. Im Jahre 1437 verkauften die Testamentsvollstrecker des Johann (VI.) von Krawarn Parsdorf und Hausdorf an Drslav von Ochab, der Parsdorf zur selbstständigen Herrschaft machte, deren Sitz die Feste im Ort war.
1522 erwarb Sigismund Sedlnitzky von Choltitz die Herrschaft. Unter dessen Sohn Wenzel erfolgte der Umbau der Feste zum Schloss. Nach dem Tode von Albrecht Sedlnitzky erbte 1616 dessen Witwe Anna von Podstatský-Prusinowitz. 1721 wurde Johann Jacob Podstatský-Prusinowitz Besitzer der Herrschaft. Der Kanoniker des Olmützer Kardinals Wolfgang von Schrattenbach ließ 1737 das barocke Pfarrhaus errichten. Er verstarb 1766 und Partschendorf wurde zwei Jahre später an Marie Brigitte von Taaffe verkauft, die nach dem Tode ihres Mannes ihren Schwager Josef Emanuel Canal de Malabail heiratete. 1771 wurde in Partschendorf Josephina Canal de Malabail geboren, die zu einer Grande Dame der europäischen Salons wurde. Josephine Canal hatte in jungen Jahren den Grafen Johann Nepomuk Pachta von Rájov geheiratet und wurde u. a. von Ignác Cornova verehrt, der mit Unterstützung des alten Casanova versuchte, die Pachta zu gewinnen. Mit Joseph Georg Meinert hatte Josephine Pachta zwei uneheliche Kinder – Fanny und Hugo.
Als Josephine von Pachta 1833 starb, erbte ihr Sohn Hugo Partschendorf. Ihr Lebensgefährte ließ an der Kirche an kleines Mausoleum errichten. Nach dem tragischen Tode von Hugo Meinert und seinen beiden Töchtern wurde Partschendorf an Emmy Fatton verkauft. Von ihr erwarb es der Adjutant des Erzherzogs Albrecht, Josef Maria Aressino, unter dem zwischen 1869 und 1877 ein Umbau des Schlosses im Stil der italienischen Neorenaissance erfolgte. 1938 enteigneten die Nationalsozialisten den nächsten Besitzer des Schlosses, Artur Czeczowiczka, der wegen der jüdischen Herkunft nach England geflohen war. 1948 erhielt die Familie Czeczowiczka von der Tschechoslowakei eine Entschädigung für den Besitz.
Nach dem Münchner Abkommen wurde der Ort dem Deutschen Reich zugeschlagen und gehörte bis 1945 zum Landkreis Neu Titschein.

## Gemeindegliederung
Die Gemeinde Bartošovice besteht aus den Ortsteilen Bartošovice (Partschendorf) und Hukovice (Hausdorf).

## Sehenswürdigkeiten
- Schloss Bartošovice

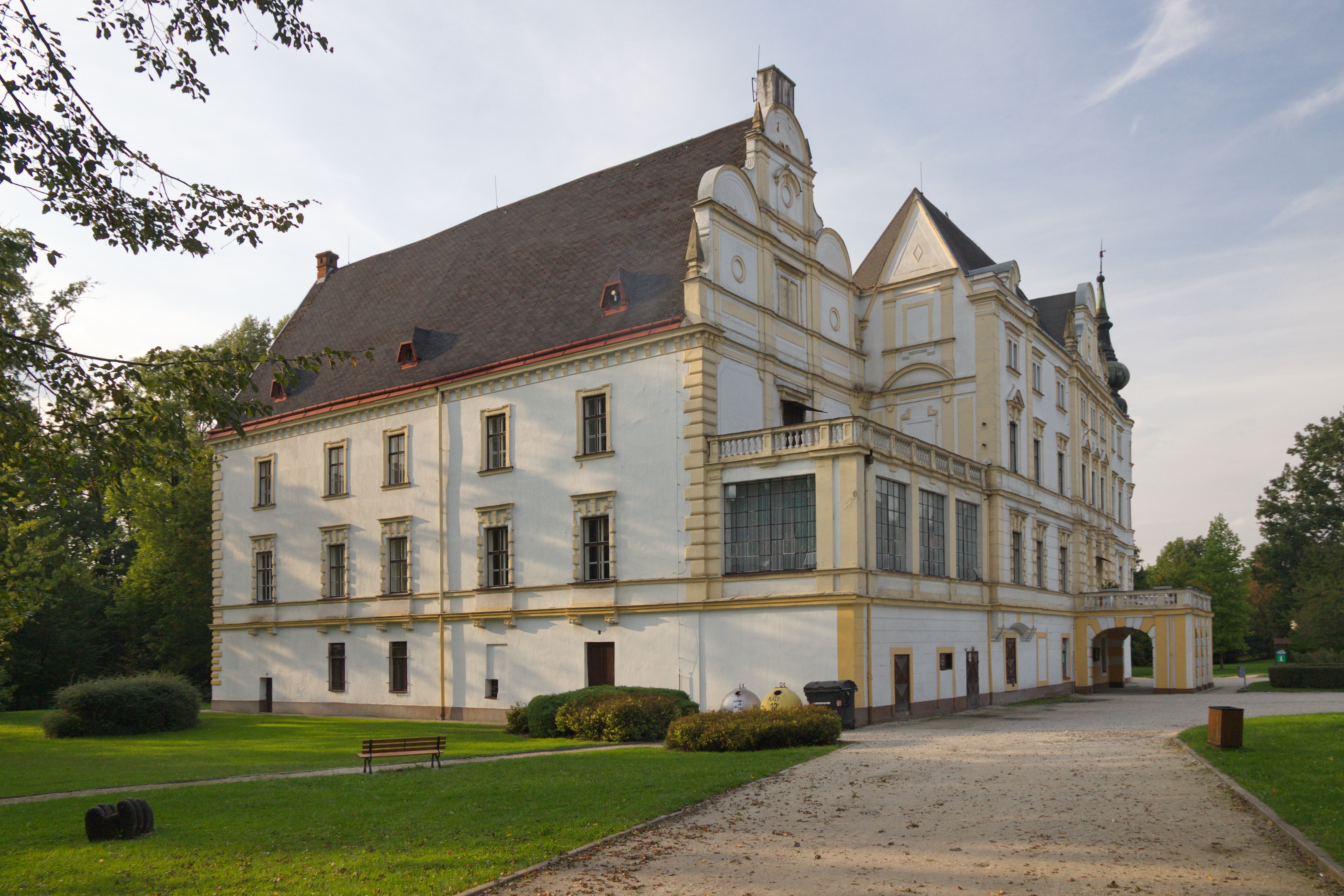
Schloss Bartošovice

- Kirche St. Peter und Paul, erbaut 1583
- Kirche Mariä Heimsuchung in Hukovice, 1765 anstelle einer Holzkirche erbaut
- Ehemaliges Pfarrhaus, Barockbau von 1737
- Meinert'sches Mausoleum, der romantische Bau ist der Weimarer Fürstengruft nachempfunden und wurde 1833 von Joseph Georg Meinert für seine Lebensgefährtin Josephine Gräfin von Pachta errichtet. Neben der Gräfin liegen dort die sterblichen Überreste Meinerts und seines Sohnes Hugo.
- Wassermühle

## Söhne und Töchter der Gemeinde
- Leo Skrbenský von Hříště (1863–1938), Erzbischof von Prag und Olmütz, geboren in Hausdorf